# アグアディート

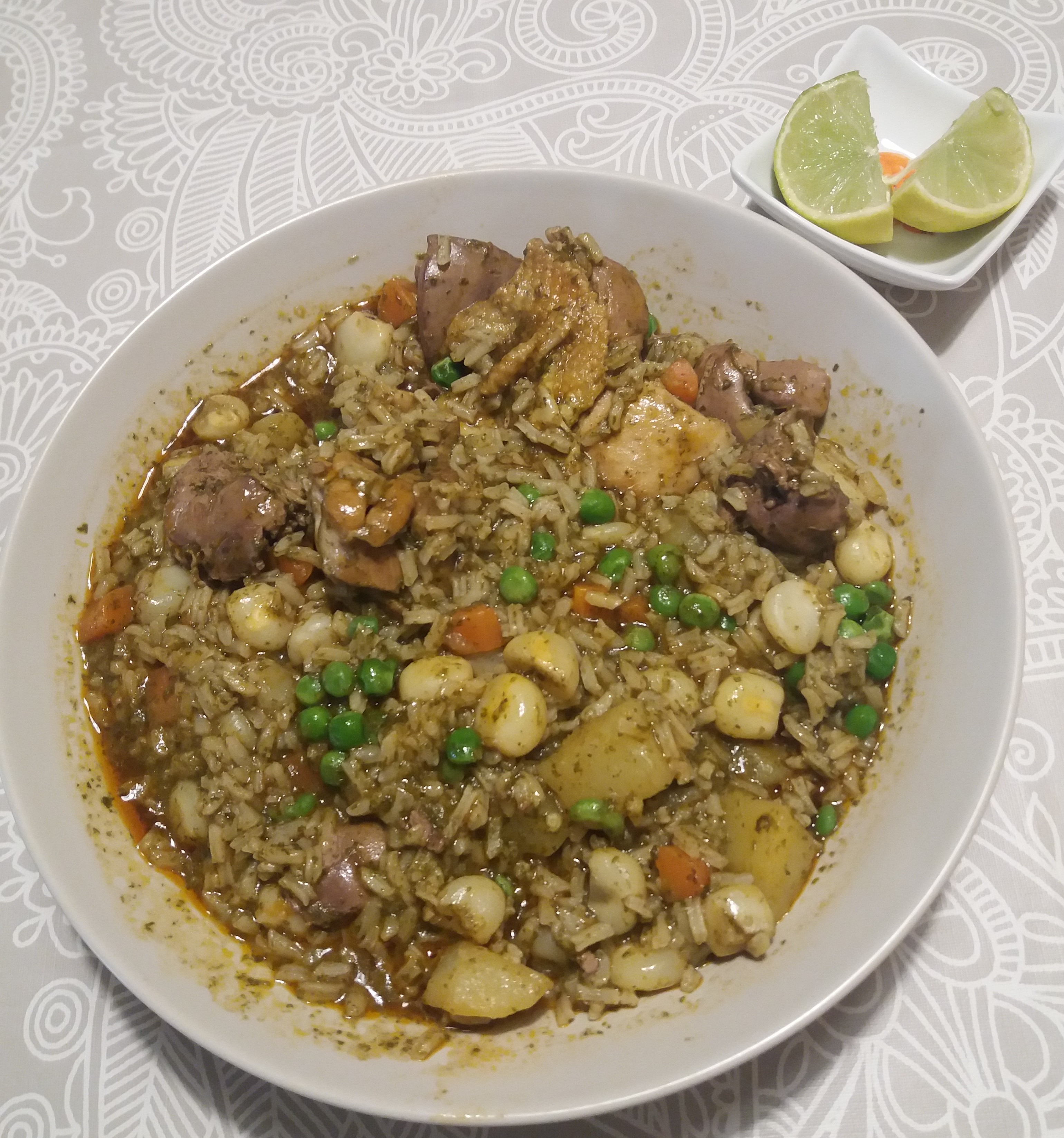
内臓のアグアディート

アグアディート・デ・ポヨ（Aguadito de pollo）は、鶏肉とコリアンダー、野菜を材料とするペルー料理の鶏肉スープである The dish is prepared using large chunks of chicken and additional ingredients like chicken hearts, livers and gizzards. Other ingredients used can include potatoes, corn, peas, other vegetables, rice, noodles, red pepper and various spices. 。単にアグアディート、あるいはアグアディトと呼ばれることもある。大きな鶏肉の塊に加えて、鶏のハツやレバー、砂肝などの材料を用いて作られる。他に、ジャガイモやトウモロコシ、エンドウ豆などの野菜のほか、米や麺、赤唐辛子、様々な香辛料も用いられる。スープには大量のコリアンダーを用いるため、普通アグアディートは濃い緑色を呈する。
ペルーでは、アグアディートは二日酔いの症状を和らげると考えられており、二日酔い緩和のために食べられる。